# Caroline de Combray
Caroline de Combray, épouse d'Acquet de Férolles de Hauteporte, née à Falaise le 21 juillet 1773 et exécutée à Rouen le 6 octobre 1809, est une contre-révolutionnaire française.

## Biographie
Caroline-Madeleine-Louise-Geneviève, Hélie de Combray est la fille de la dame de Combray. Elle naît dans l'hôtel particulier de sa famille à Falaise.
Elle est élevée au couvent des Nouvelles catholiques de Caen et son professeur de musique n'est autre que Boieldieu.
Le 3 janvier 1796, à Rouen, elle épouse un capitaine , Louis d'Acquet de Férolles de Hauteporte (alias général Lebret), affecté au régiment de Brie et chevalier de l'ordre de Saint-Louis. Il servit dans l'armée des Émigrés et commanda en leur nom en Vendée. 
Ils eurent trois filles, Marie-Angélique-Alexandrine, Marie-Henriette, et Marie-Céline-Octavie, mariées respectivement à Adrien-François-Roger Sanson de Bricville, Onésippe-René-Michel de Tinguy et Alexandre-Marie Leschevin de Prévoisin (1822).
Fervente royaliste comme le reste de sa famille, elle prend part de manière active au mouvement contre-révolutionnaire ayant lieu en Normandie, appartenant à un important cercle de la chouannerie composé notamment de Hingant de Saint-Maur, Le Bienvenu du Busc, le chevalier de Godet, le chevalier Louis Guérin de Bruslart, Bureau de Placène et Charles de Margadel. Déguisée en hussard et à la tête d'une bande de gens armés, elle dirige notamment plusieurs attaques contre le courrier de la recette afin de financer les combats chouans.
Elle organise avec son amant, le chef chouan Armand-Victor Le Chevalier, promoteur de l'opération, une attaque dans le bois de Quesnay de la voiture convoyant les fonds des receveurs d'Alençon et d'Argentan le soir du dimanche 7 juin 1807, sur la route de Falaise à Caen. Le butin de 60 000 francs est caché à Donnay.
L’affaire fait grand bruit et les arrestations dans les milieux royalistes se multiplient. Armand-Victor Le Chevalier est arrêté à Caen et est enfermé à Paris en la prison du Temple, dont il réussit à s'évader le 14 décembre, avant de se constituer prisonnier le 9 janvier suivant, après que l'ordre a été donné d'arrêter sa fille et sa belle-sœur. Passé devant une commission militaire une heure plus tard, il est fusillé l'après-midi même à la barrière de Grenelle.
Arrêtée pour avoir repéré les lieux de l'embuscade, caché et nourri les chouans ayant pris part à l'opération, Caroline est condamnée à la peine capitale par arrêt de la cour de justice criminelle de la Seine-Inférieure du 30 décembre 1808, au même titre que dix autres des condamnés dans cette affaire. Déclarée enceinte par son défenseur, maître Chauveau-Lagarde, cela contraint à surseoir à son exécution et elle est alors retenue à la Conciergerie de Rouen. Sa mère, ayant participé également au transport des fonds, est également défendue par Chauveau-Lagarde, mais est condamnée à vingt-deux ans de réclusion et n'est libérée qu'à la Restauration.
Deux de ses filles, accompagnées à cette occasion de l'avocat, sont envoyées jusqu'au château de Schönbrunn à Vienne (Autriche) solliciter de Napoléon Ier la grâce de leur mère, en vain : Caroline d'Acquet de Férolles est guillotinée le 6 octobre 1809, place du Vieux-Marché à Rouen. Son corps est enseveli sans formalités au cimetière rouennais de Saint-Maur, où il s'est perdu à jamais lors de sa fermeture en 1883.
Le chef chouan, le vicomte Robert François d'Aché, réputé avoir été amoureux d'elle, contribuant ainsi à la rendre rivale de la marquise de Vaubadon, cette dernière finit par trahir ce premier.
Elle sera le sujet d'un poème de Frédéric Plessis.